# Josef Mařík
Josef Mařík (1880 Plzeň – po roce 1939) byl český architekt a stavitel.

## Život
Josef Mařík se narodil roku 1880 v Plzni.
Po roce 1912 byl uváděn jako majitel domu č. p. 1275 (dnes náměstí 14. října 1275/3 Smíchov). Po roce 1932 bydlel v Čechově ulici (nyní Mahenova) v pražských Košířích.
Zemřel po roce 1939.

### Rodinný život
Byl ženat s ovdovělou Emou Linkovou, rozenou Grellepvisovou (*1862).

### Soukromé zájmy
- Byl aktivním šachistou, členem Ústřední jednoty českých šachistů v Praze.[7] Do šachových příloh periodik zasílal své šachové úlohy.
- Byl členem Československé společnosti rukopisné (zaměřená na obranu pravosti Rukopisů)[3]

## Stavby
- bývalý Okresní dům v Kladně (1909–1910) s Karlem Šidlíkem, kulturní památka
- v letech 1910–1913 vyhrál první soutěž na stavbu Janáčkova divadla v Brně, nakonec zvítězil v sedmé soutěži až Jan Víšek a divadlo bylo postaveno v letech 1961–1965.[8]
- domy v Ostrovského ulici v Praze se secesně-kubizujícími prvky (1912–1913)[9]
- domy v Mahenově a Brožíkově ulici v Praze se secesními výrazně kubizujícími fasádami (1912–1913)[9]
- budova Komerční banky v Kladně (1913)
- budova Spořitelny v Litomyšli, Smetanovo náměstí 112 (úprava fasády 1926)[10]
- dvoutraktový činžovní dům č.p. 715 v Husově čtvrti v Litomyšli (1929, point—de—vue ústřední silnice)[11]

## Galerie

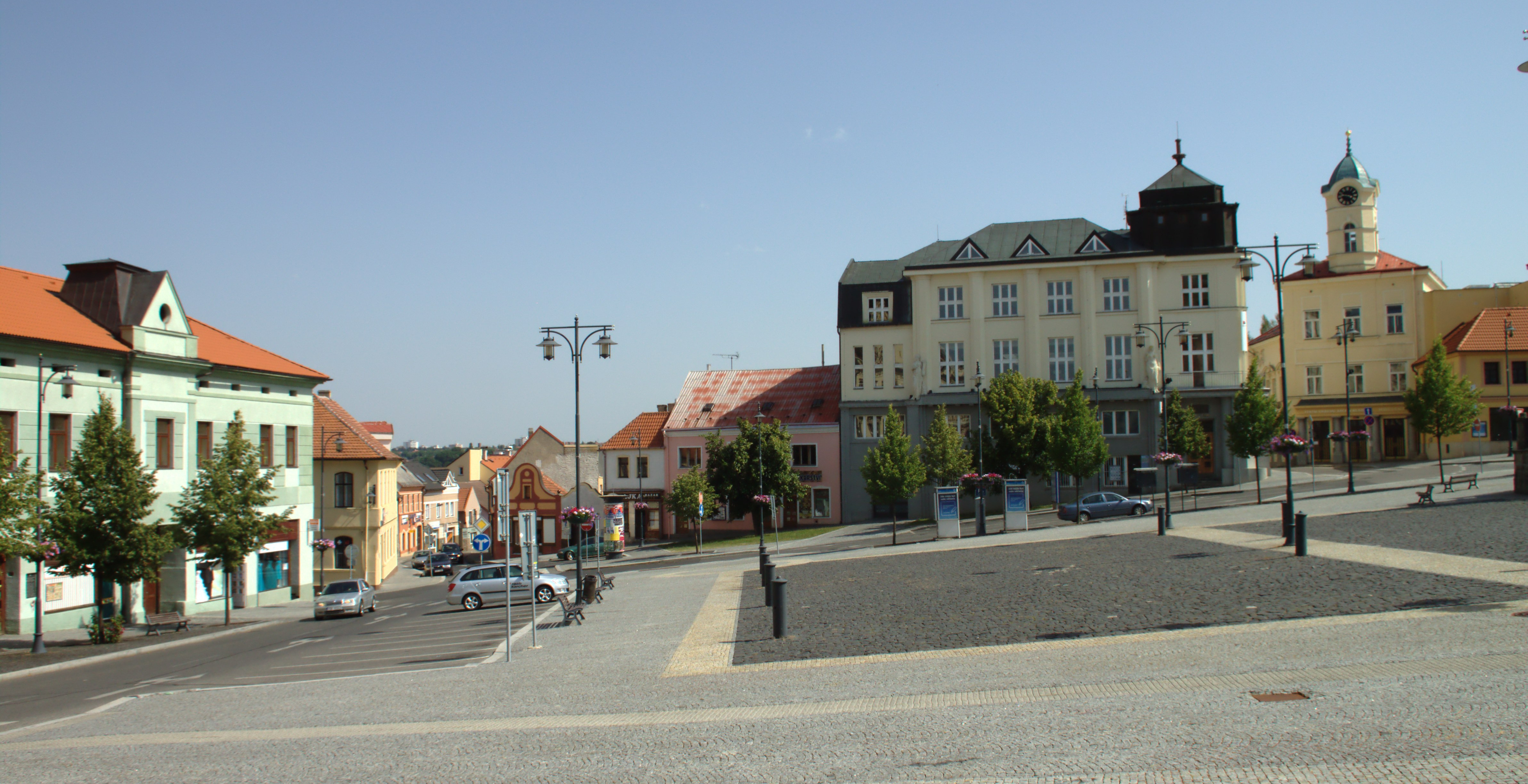
budova Komerční banky v Kladně
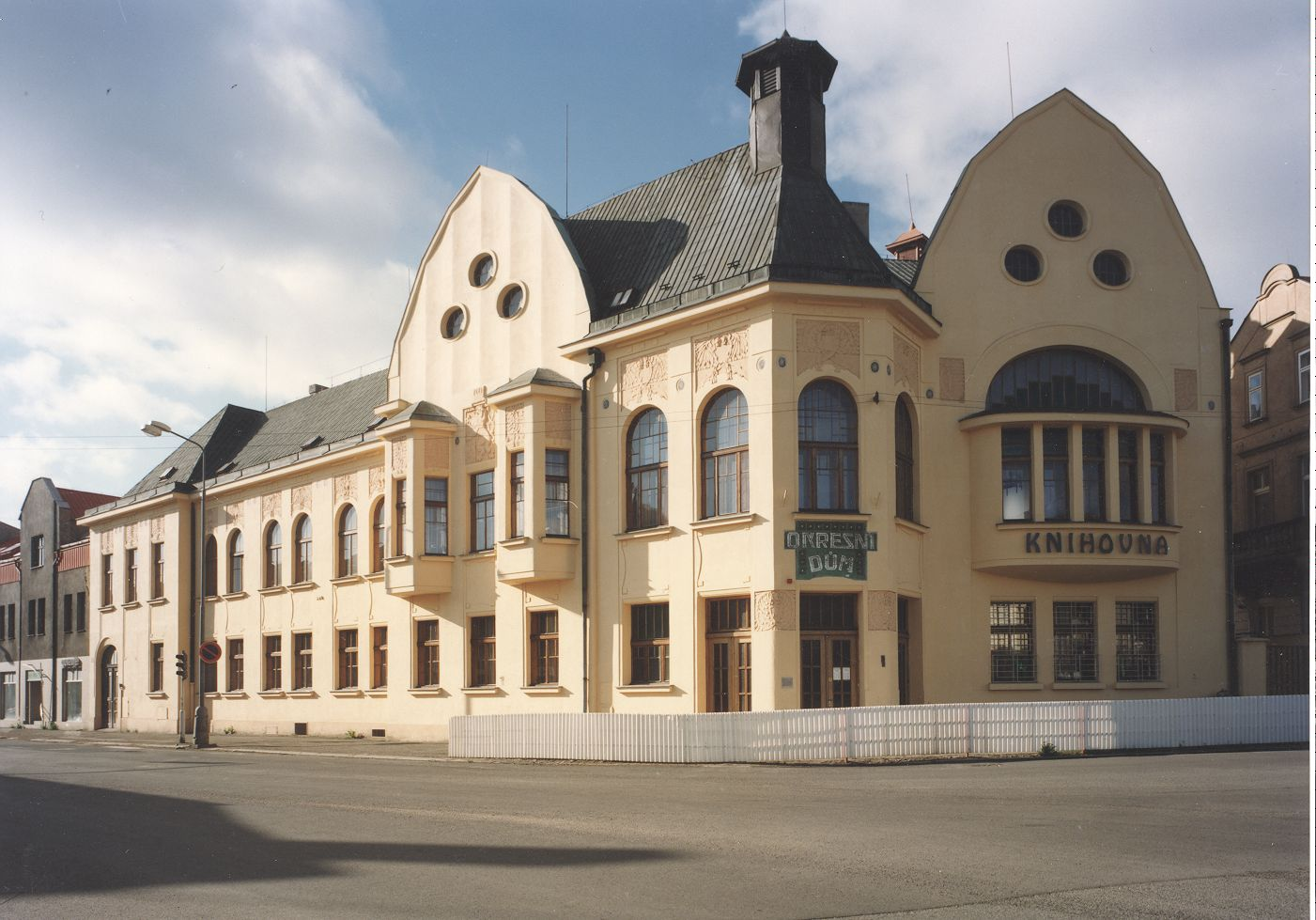
okresní dům v Kladně
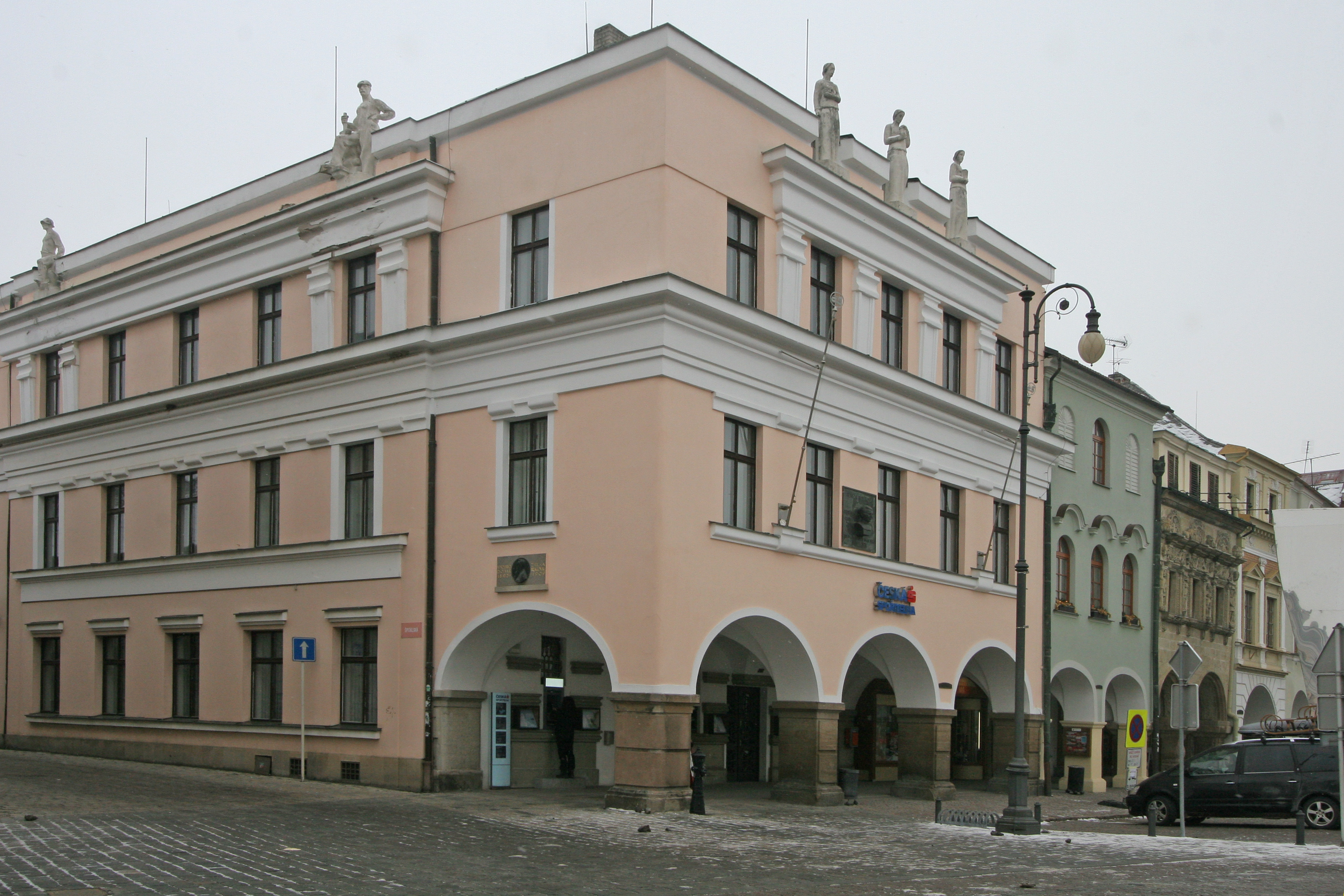
spořitelna v Litomyšli
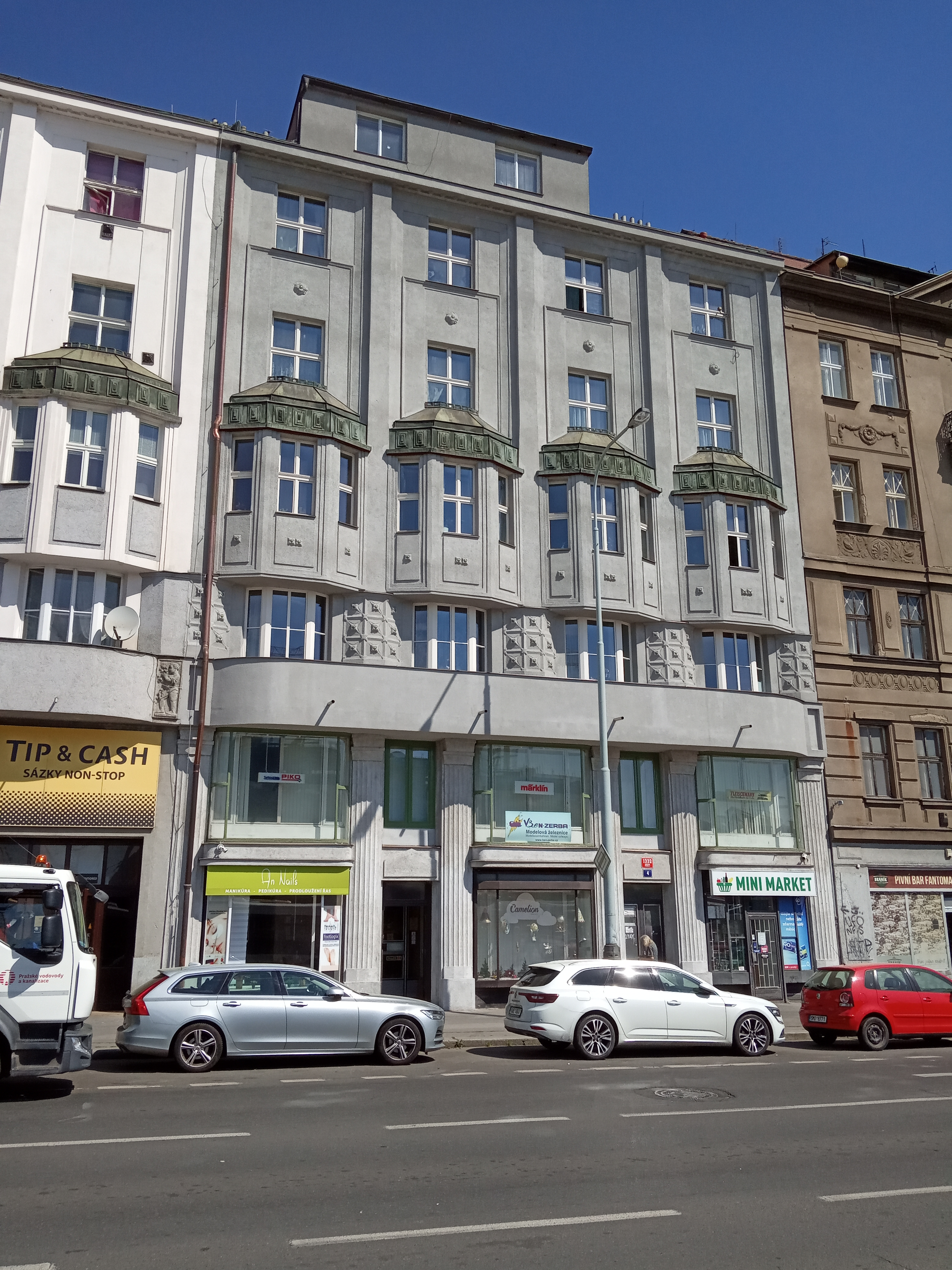
Praha - Smíchov, Ostrovského 4
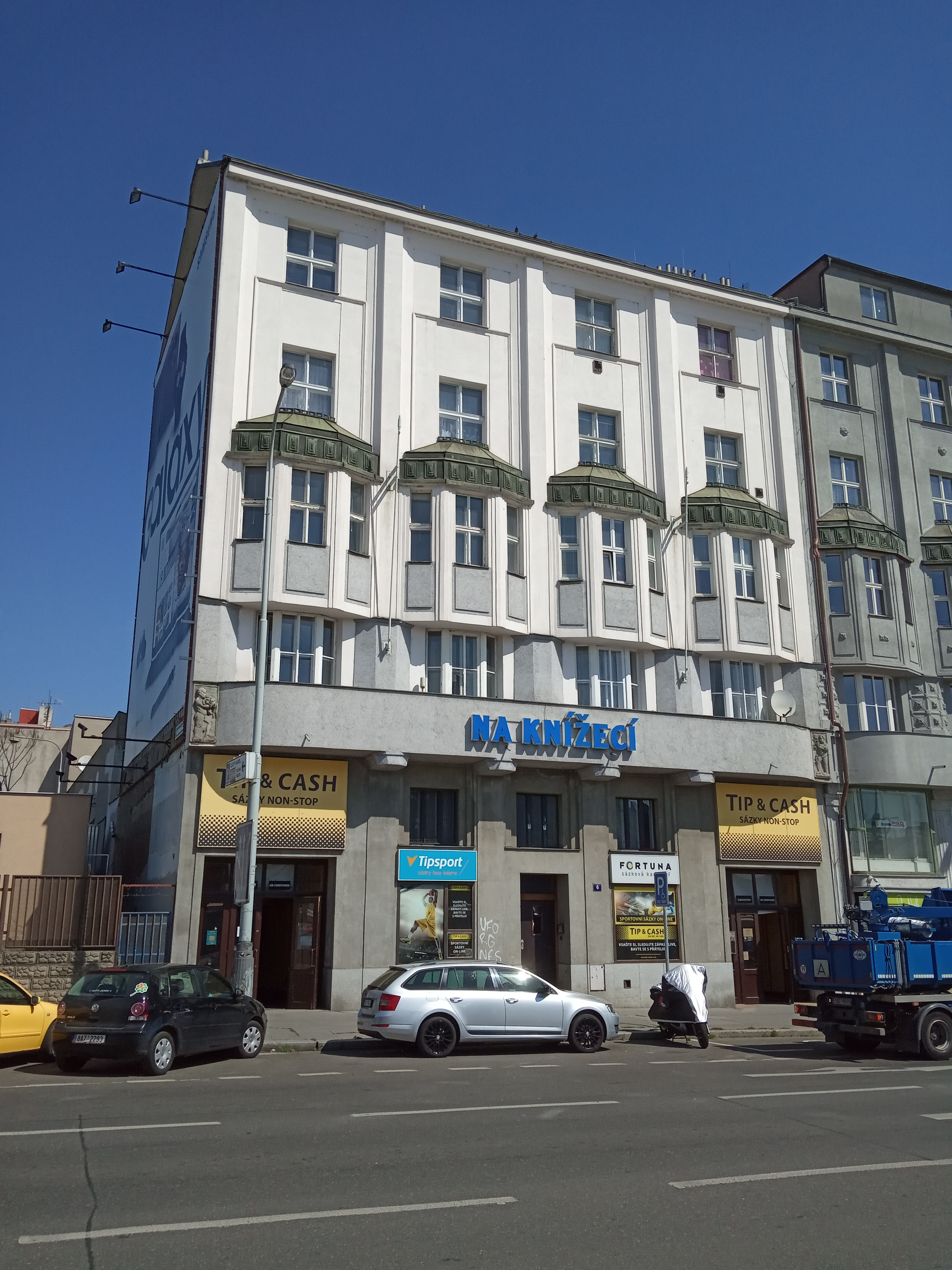
Praha - Smíchov, Ostrovského 6
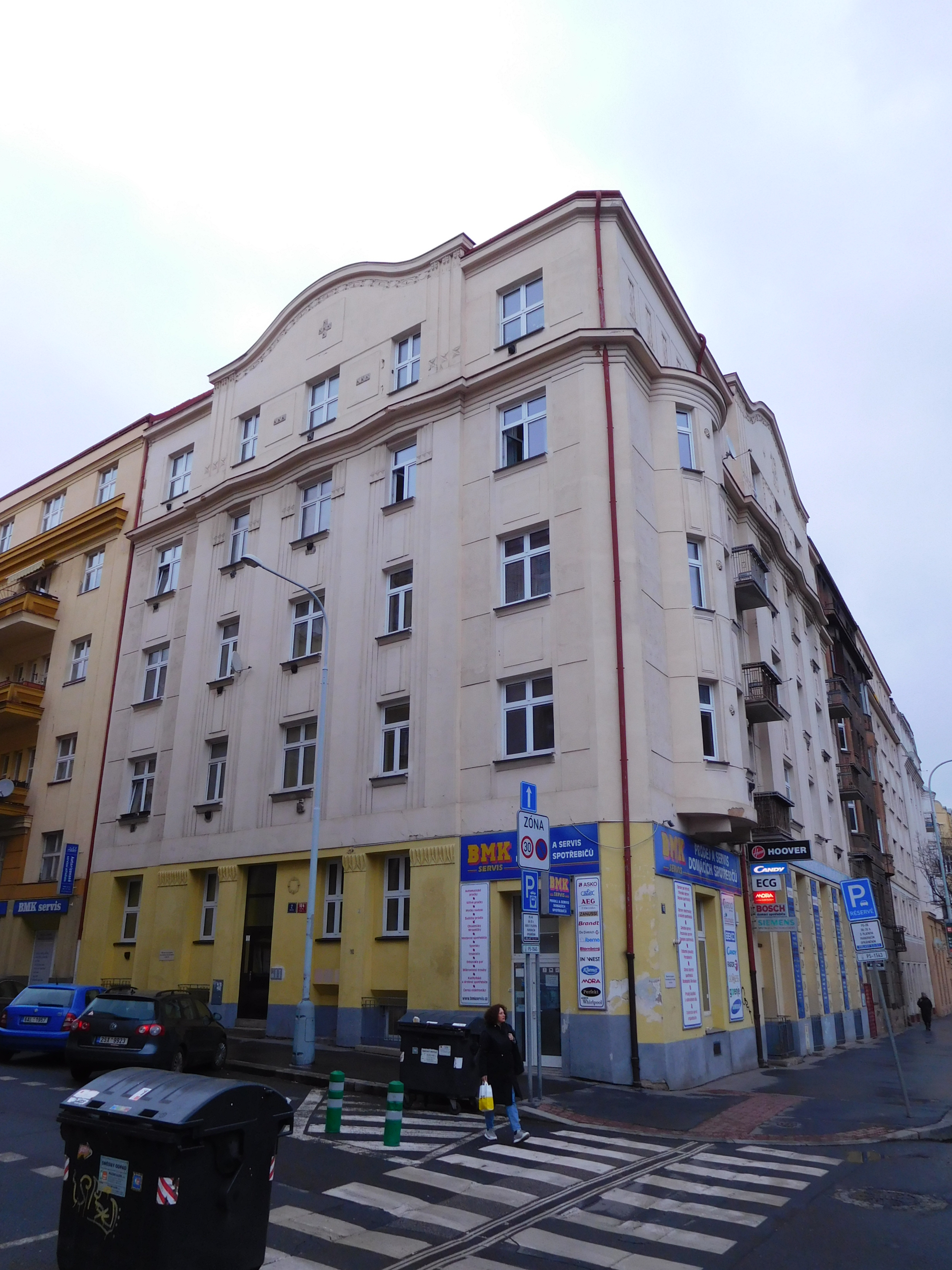
Praha - Košíře, Mahenova 2
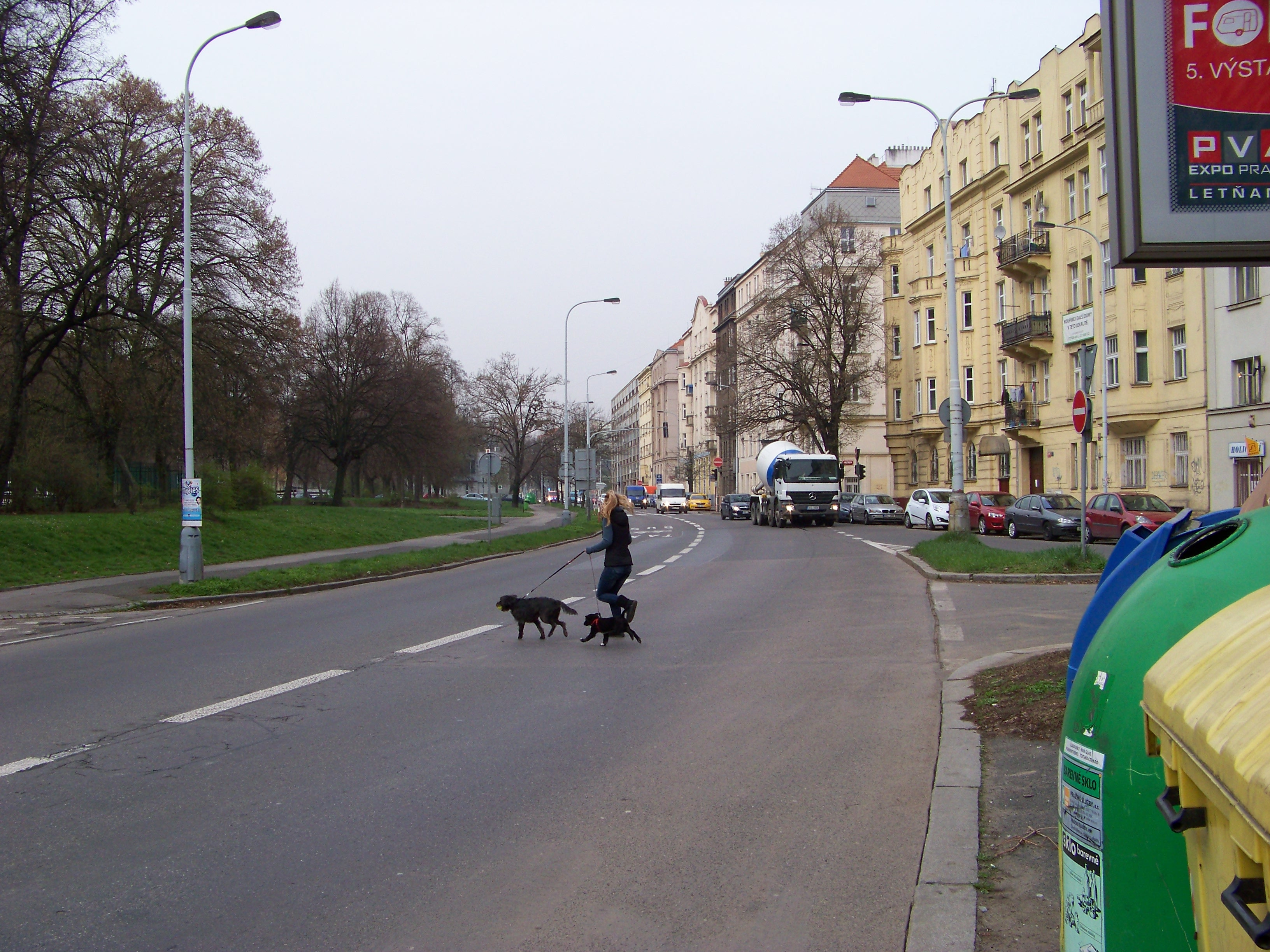
za stromem domy 7/1, 164/2 v Mahenově ulici a 15/1 v Brožíkově ulici z pohledu od ulice Vrchlického v Praze